# Louis Svećenski
Louis Svećenski (Ljudevit „Lujo“ Svećenski, geboren als Ljudevit Kohn; * 7. November 1862 in Osijek; † 18. Juni 1926 in New York City) war ein kroatisch-amerikanischer Bratschist, Geiger und Musikpädagoge.
Svećenski studierte nach dem Besuch des Gymnasiums am Kroatischen Musikinstitut in Zagreb. Bekannt wurde er bereits siebzehnjährig, damals noch als Lujo Kohn, durch ein Konzert, das er zu Gunsten der Überführung der sterblichen Überreste des Dichters Petar Preradović von Wien nach Zagreb gab. Seine Ausbildung am Musikinstitut schloss er 1882 mit einer Belobigung durch Ivan Zajc ab und studierte dann bis 1885 als Stipendiat der kroatischen Regierung Geige am Wiener Konservatorium. Nach dem Studium ließ er seinen Namen kroatisieren von (Kohn/Kohen=Priester) auf Svećenski (=Priester).
Nachdem ihn die kroatische Regierung aus der Verpflichtung entlassen hatte, im Musikinstitut in Zagreb zu unterrichten, ging Svećenski 1885 in die USA. Im gleichen Jahr wurde er Gründungsmitglied des Kneisel Quartet, dem er als Einziger neben dem Gründer Franz Kneisel bis zum Ende seines Bestehens 1917 angehörte. Daneben spielte er von 1885 bis 1903 Bratsche und Geige im Boston Symphony Orchestra. Er unterrichtete mehrere Jahre am New York Institute of Musical Art, war Mitbegründer und Dozent des Curtis Institute of Music in Philadelphia und verfasste mehrere Musiklehrbücher.